# Frank Wilcoxon
Frank Wilcoxon (ur. 2 września 1892 w hrabstwie Cork w Irlandii, zm. 18 listopada 1965 w Tallahassee) – amerykański statystyk i chemik. Od jego nazwiska pochodzi nazwa testu Manna-Whitneya-Wilcoxona.